# Ярославский сельсовет (Башкортостан)
Ярославский сельсовет — муниципальное образование в Дуванском районе Башкортостана.

## История
Согласно «Закону о границах, статусе и административных центрах муниципальных образований в Республике Башкортостан» имеет статус сельского поселения.

## Население
| 2002  | 2010  | 2012  | 2013  | 2014  | 2015  | 2016  |
| ----- | ----- | ----- | ----- | ----- | ----- | ----- |
| 2429  | ↘2301 | ↘2293 | →2293 | ↘2259 | ↘2224 | ↘2218 |
| 2017  |       |       |       |       |       |       |
| ↘2180 |       |       |       |       |       |       |

## Состав сельского поселения
| № | Населённый пункт | Тип населённого пункта       | Население |
| - | ---------------- | ---------------------------- | --------- |
| 1 | Ярославка        | село, административный центр | ↘2180     |

Ранее в состав сельсовета входила д. Аргамак, сейчас входит в состав городского поселения.